# Geranium obtusisepalum
Geranium obtusisepalum är en näveväxtart som beskrevs av Carolin. Geranium obtusisepalum ingår i släktet nävor, och familjen näveväxter. Inga underarter finns listade i Catalogue of Life.